# Фудзімото Тікара
Тікара Фудзімото (яп. 藤本 主税, нар. 31 жовтня 1977, Ямаґуті) — японський футболіст, що грав на позиції півзахисника.
Виступав, зокрема, за клуб «Омія Ардія», а також національну збірну Японії.

## Клубна кар'єра
У дорослому футболі дебютував 1996 року виступами за команду клубу «Авіспа Фукуока», в якій провів два сезони, взявши участь у 41 матчі чемпіонату. 
Згодом з 1999 по 2004 рік грав у складі команд клубів «Санфрече Хіросіма», «Нагоя Грампус» та «Віссел Кобе».
Своєю грою за останню команду привернув увагу представників тренерського штабу клубу «Омія Ардія», до складу якого приєднався 2005 року. Відіграв за команду з міста Омія наступні вісім сезонів своєї ігрової кар'єри. Більшість часу, проведеного у складі «Омія Ардія», був основним гравцем команди.
Завершив професійну ігрову кар'єру у клубі «Роассо Кумамото», за команду якого виступав протягом 2012—2014 років.

## Виступи за збірну
2001 року провів два матчі у складі національної збірної Японії.